# Zuckerfrei
Als zuckerfrei gelten Lebensmittel, bei denen auf die Zugabe von raffiniertem Zucker verzichtet wird. Anstelle von Zucker können alternativ Süßungsmittel Verwendung finden.

## Regelungen zu zuckerfreien Lebensmitteln
Die Europäische Union regelt die Lebensmitteldeklaration und lässt ernährungsbezogene Bezeichnungen nur in einem sehr engen Rahmen zu. Gemäß Verordnung (EG) Nr. 1924/2006 werden 3 Kategorien unterteilt:
- Zuckerfrei
- Zuckerarm und
- Ohne Zuckerzusatz

Zuckerfrei bedeutet, dass ein festes Lebensmittel einen maximalen Zuckergehalt von 0,5 Gramm pro 100 Gramm aufweisen darf und keine süßenden Lebensmittel wie Zucker, Honig oder ähnliches verarbeitet sind. Zuckerarm beschreibt Lebensmittel mit einem Zuckergehalt von max. 5 Gramm pro 100 Gramm und ebenfalls ohne Zugabe von zuckerhaltigen Inhaltsstoffen. Die Angabe ohne Zuckerzusatz ist nur gültig, wenn das Lebensmittel keine Zucker oder Lebensmittel mit süßender Wirkung enthält.
Weitere Kategorien sind alternativ gesüßt (kein Zusatz von Haushaltszucker, jedoch von alternativen süßenden Lebensmitteln wie Agavendicksaft, Dattelpulver oder Honig) sowie zuckerreduziert (mind. 30 % weniger Zucker als ein vergleichbares Produkt).
Jedes Lebensmittel muss mit einer Zutatenliste und einer Nährwerttabelle ausgezeichnet sein, aus denen sich die genaue Zusammensetzung und der Gesamtzuckergehalt ablesen lassen. Diabetiker und adipöse Menschen benötigen diese Informationen im Rahmen ihres Ernährungsplans, um Diätfehler zu vermeiden. Der Zuckerkonsum ist in vielen Ländern zu hoch, was zu gesundheitlichen Problemen führen kann. Die Weltgesundheitsorganisation WHO empfahl 2015 die Begrenzung der täglichen Zuckeraufnahme auf maximal 10 % der Gesamtenergieaufnahme. Im Jahr 2022 sprach die WHO eine stärkere Einschränkung aus, indem sie auf Basis von systematischen Studien „ohne Vorbehalt“ für alle Altersgruppen für eine Zuckeraufnahme von weniger als 5 % der täglichen Gesamtkalorienaufnahme empfahl. Insbesondere entstehe so signifikant weniger Karies.

## Zuckerfreie Ernährung
Während die WHO und andere Institutionen seit Jahren einen begrenzten Zuckerkonsum empfehlen, hat sich eine Ernährungsweise, bei der wenig oder kein zugesetzten Zucker zu sich genommen wird, zu einem Trend entwickelt – auch unter dem englischsprachigen Begriff sugarfree. Oft wird im Zusammenhang mit einem Verzicht auf zugesetzten Zucker auch vom Konsum anderer Süßstoffe abgesehen. Der menschliche Körper kann problemlos ohne durch die Nahrung zugeführten Zucker auskommen, da er andere Energiequellen zur Gluconeogenese nutzt. Unter anderem propagiert Robert Lustig einen weitgehenden Verzicht auf zugesetzten Zucker sowie auf ultrahochverarbeitete Produkte (UHP). Eine Einschränkung auf eine (weitgehend) zuckerfreie Ernährung ist außerdem ein Aspekt von bestimmten Ernährungsstilen, beispielsweise von Clean Eating, der Steinzeiternährung (Paleo), der Glyx-Diät sowie den verschiedenen Formen von Low-Carb-Diäten.